# Manifesto painting
Manifesto painting is een begrip dat als eerste werd gebruikt door Maurice Hermel. Met deze term werd bedoeld dat Avant-garde schilders wel moeten reageren op een bepaald kunstwerk. De overige kunstenaars moeten, na dit bepaalde kunstwerk, de weg volgen die de kunstenaar van dit werk was ingeslagen, of ze moeten met de dominantie van dit werk concurreren. 
Als overkoepelende definitie kan worden genoemd: een kunstwerk dat het programma (manifest) stelt voor een bepaalde stroming. 

## Voorbeeld
Georges Seurat was bijvoorbeeld met zijn schilderij "zondagmiddag op het eiland Grande Jatte" de manifesto maker voor de neo-impressionisten.